# Possessed 13
Possessed 13 è il sesto album del gruppo musicale svedese The Crown, pubblicato nel 2003 dalla Metal Blade Records.

## Tracce
1. No Tomorrow – 3:51
2. Face of Destruction - Deep Hit of Death – 2:59
3. Deliverance – 4:38
4. Cold Is the Grave – 4:07
5. Dream Bloody Hell (Instrumental) – 3:33
6. Morningstar Rising – 3:35
7. Are You Morbid? – 3:33
8. Bow to None – 4:16
9. Kill'em All – 4:45
10. Natashead Overdrive – 3:41
11. Zombiefied! – 2:35
12. Dawn of Emptiness – 6:03
13. In Memoriam – 2:50

## Formazione

### Gruppo
- Johan Lindstrand - voce
- Marcus Sunesson - chitarra
- Marko Tervonen - chitarra
- Magnus Olsfelt - basso
- Janne Saarenpää - batteria